# Charles Piper Smith
Charles Piper Smith, född 25 april 1877 i St. Catharines, Kanada, död 6 januari 1955,  var en amerikansk botaniker.
Auktorsnamnet C.P.Sm. kan användas för Charles Piper Smith i samband med ett vetenskapligt namn inom botaniken; se Wikipediaartiklar som länkar till auktorsnamnet.